# Gʻuzor
Gʻuzor (ros. Гузар, Guzar) – miasto w Uzbekistanie w wilajecie kaszkadaryjskim.
Jedno z miejsc, w których tworzyła się armia Andersa. W 1942 r. w Guzarze był Ośrodek Organizacyjny Armii, powstał także Ośrodek Zapasowy Pomocniczej Służby Kobiet, szpital polowy i główny obóz kwarantanny tyfusowej. W 1942 był tu jeden z sierocińców dla polskich dzieci (inne w Buzułuku i Wriewskim). W marcu i sierpniu 1942, w wyniku ewakuacji armii do Iranu, ZSRR opuściło 7000 sierot z polskich ośrodków opiekuńczych.

## Polski Cmentarz Wojenny
W mieście znajduje się polski cmentarz wojenny, na którym spoczywa około 700 obywateli polskich, „Sybiraków” – żołnierzy z formowanej tu w 1942 Armii Polskiej oraz ludności cywilnej, w tym dzieci. Jest to jeden z dwunastu polskich cmentarzy w Uzbekistanie. Uroczystości jego otwarcia zapoczątkowała w piątek 13 kwietnia 2007 msza w stolicy Uzbekistanu Taszkencie.